# Christian David Ginsburg
Christian David Ginsburg (ur. 25 grudnia 1831 w Warszawie, zm. 7 marca 1914 w Palmers Green, Londyn) – urodzony w Warszawie, brytyjski biblista pochodzenia żydowskiego, badacz tradycji masoreckiej.

## Biografia
Urodził się w rodzinie żydowskiej w Warszawie. W wieku 15 lat konwertował na chrześcijaństwo. Edukację ukończył w szkole rabinicznej w Warszawie po czym przeniósł się do Anglii, gdzie kontynuował swoje studia nad Biblią hebrajską, ze szczególnym uwzględnieniem zbioru Megilot. Pierwszym rezultatem jego badań było tłumaczenie Pieśni nad pieśniami opublikowane w roku 1857. Następnie przetłumaczył Księgę Koheleta. Pisał też traktaty o karaimach, esseńczykach i kabale, które zapewniły mu znaczącą pozycję wśród biblistów. Przygotowywał również pierwsze części swojego wielkiego dzieła, w którym zawarł krytyczne studia nad tekstem masoreckim.
Wraz z opublikowaniem w roku 1867 Biblii rabinicznej („Introduction to the Rabbinic Bible, Hebrew and English, with notices”) Jakuba ben Chajima ibn Adonijahu (pierwszy raz opublikowanej w Wenecji w latach 1524–1525) oraz „The Massoreth Ha-Massoreth” Eliasa Lewity, w języku hebrajskim z własnym tłumaczeniem i komentarzem, Ginsburg uzyskał rangę wybitnego uczonego hebrajskiego. W 1870 roku został mianowany, jako jeden z pierwszych, członkiem komitetu ds. rewizji Starego Testamentu w ramach kontraktu dla Trynitarnego Towarzystwa Biblijnego. Najważniejszymi jego dziełami była „Masora”, wydana w czterech tomach (1880–1886), a następnie krytyczne wydanie masoreckiej Biblii hebrajskiej (1894) oraz wprowadzenie do niej (1897).

## Wybrane dzieła
- The Massorah; Compiled from Manuscripts; część I, Londyn/Wiedeń (1880)
- The Massorah; Compiled from Manuscripts; część II, Londyn/Wiedeń
- The Massorah; Compiled from Manuscripts; część III, Londyn/Wiedeń (1886)
- The Massorah; Translated into English; With a critical and exgetical commentary; cześć IV, Londyn/Wiedeń (1897–1905)
- Jacob Ben Chajim Ibn Adonijah's Introduction to the Rabbinic Bible, Londyn (1867)
- The Massoreth Ha-Massoreth of Elias Levita, being an exposition of the Massoretic notes on the Hebrew Bible, or the ancient critical apparatus of the Old Testament in Hebrew, with an englisch translation, and critical and explanatory notes, Londyn (1867)